# Кушва (приток Туры)
Кушва — река на Среднем Урале, в Свердловской области, Россия. Приток Туры. Длина реки составляет 20 км.

## Гидроним
Название реки происходит от куш (с коми-пермяцк. — «голое, обнажённое место») и ва (с коми-пермяцк. — «река»). От гидронима происходит название города Кушва.

## Характеристика
Устье реки находится по правому берегу реки Тура (Верхнетуринское водохранилище) несколько выше города Верхней Туры. Исток находится на восточной стороне Уральского хребта, у южного подножия горы Разрубной Камень. Река Кушва протекает через болото Пойминское, и далее город Кушву, в черте города принимает с правой стороны ещё одну реку Кушва (Малая Кушва по Чупину). Ниже устья Малой Кушвы зарегулирована плотиной, и образует Кушвинский городской пруд (Кушвинское водохранилище). На правом берегу Кушвы находилась знаменитая магнитная гора Благодать, которая в настоящее время почти полностью переработана человеком в металл.

## Данные водного реестра
По данным государственного водного реестра России относится к Иртышскому бассейновому округу, водохозяйственный участок реки — Тура от истока до впадения реки Тагил, речной подбассейн реки — Тобол. Речной бассейн реки — Иртыш. Код объекта в государственном водном реестре — 14010501212111200004374.